# Отравленный пояс
«Отра́вленный по́яс» (англ. The Poison Belt) — научно-фантастическая повесть Артура Конан Дойла, вышедшая в свет в 1913 году. Является вторым по счёту в цикле произведений о профессоре Челленджере.

## Сюжет
В книге повествуется о происшествии в жизни журналиста Мелоуна, профессора Саммерли, лорда Рокстона и самого Джорджа Эдуарда Челленджера, известных читателям по роману Конан Дойла «Затерянный мир». Наблюдая спектры космических объектов, профессор Челленджер выясняет, что Земля вскоре пройдёт через полосу отравленного эфира, который грозит погубить всё живое на планете. Ожидая это событие, он запасается баллонами с кислородом. Предсказанная катастрофа действительно происходит: люди падают замертво, а профессор и его друзья наблюдают за событиями из герметичной комнаты, заполненной пригодным для дыхания воздухом. Затем, после того, как пригодная для дыхания атмосфера восстанавливается, они путешествуют в автомобиле профессора, посетив вымерший Лондон. В дороге они наблюдают последствия неожиданной катастрофы, вызвавшей волну аварий, пожаров, отключений электричества и пр. В конце повествования выясняется, что, к счастью, люди не умерли, а лишь глубоко заснули, и ничего не помнят о произошедшем. При этом произошло заметное смещение времени…